# Курт фон Тіппельскірх
Курт фон Тіппельскірх (нім. Kurt von Tippelskirch; нар. 9 жовтня 1891, Шарлоттенбург, Берлін — пом. 10 травня 1957, Люнебург, Нижня Саксонія) — німецький воєначальник часів Третього Рейху, генерал від інфантерії (1942) Вермахту. Кавалер Лицарського хреста Залізного хреста з Дубовим листям (1944). Учасник Першої та Другої світових воєн. Воєнний історик та мемуарист.

## Біографія
Військова кар'єра
- 3 березня 1910 — фенріх
- 20 березня 1911 — лейтенант
- 3 вересня 1919 — обер-лейтенант[2]
- 3 вересня 1919 — гауптман[3]
- 1 лютого 1930 — майор
- 1 лютого 1933 — оберст-лейтенант
- 1 березня 1935 — оберст
- 1 квітня 1938 — генерал-майор
- 1 червня 1940 — генерал-лейтенант
- 27 серпня 1942 — генерал від інфантерії

Курт Оскар Генріх Людвіг Вільгельм фон Тіппельскірх народився 9 жовтня 1891 року в аристократичній родині прусського генерал-майора Ганса фон Тіппельскірха у берлінському районі Шарлоттенбург. Молодший брат генерал-лейтенанта Ульріха фон Тіппельскірха.
Після завершення навчання у кадетському корпусі та військовому училищі Данцига прийнятий на військову службу фенрихом до 3-го Гвардійського гренадерського полку королеви Єлизавети прусської армії. 20 березня 1911 року присвоєне військове звання лейтенант.
З початком Першої світової війни брав активну участь в бойових діях на Західному фронті. У вересні 1914 року в битві на Марні пораненим потрапив у полон до французів. Решту світової війни провів в полоні, був звільнений після капітуляції Німецької імперії в 1919 році. За бойові заслуги відмічений Залізним хрестом обох класів.
Після звільнення у вересні 1919 року отримав звання гауптмана, продовжив службу в рейхсвері, перебував на різних штабних посадах у Збройних силах Веймарської республіки. Служив у Потсдамі командиром 4-ї піхотної роти 9-го піхотного полку. Одружився з сестрою покійного генерала артилерії Курта Галленкампа Еллі Галленкамп.
З 1928 року на службі у воєнній розвідці німецького Генерального штабу. З 1933 року командир 3-го батальйону 5-го Прусського піхотного полку в Ростокі. З 1934 року — командир 27-го піхотного полку.
З квітня 1938 року — генерал-майор. З 10 листопада 1938 року по 5 січня 1941 року — 4-й оберквартирмейстер та начальник розвідувального управління генерального штабу сухопутних військ. Основним обов'язком генерала було збір, аналіз та обробка розвідувальних даних у період підготовки до воєнний дій у Франції та СРСР. З червня 1940 року — генерал-лейтенант.
22 червня 1940 року генерал-лейтенант К.фон Тіппельскірх входив до групи генерального штабу, що була присутня на підписанні Комп'єнського перемир'я: в його обов'язки входило ескорт французької делегації на чолі з армійським генералом Ш. Гюнтцигером.
5 січня 1941 року генерал фон Тіппельскірх призначений командиром 30-ї піхотної дивізії V-го армійського корпусу 16-ї армії генерал-полковника Е.Буша, що дислокувалась в окупованій Франції. У червні 1941 року дивізію передислокували до Східної Пруссії, де вона розпочала підготовку до вторгнення до Радянського Союзу у складі X-го армійського корпусу генерала артилерії К. Гансена.
22 червня 1941 року з початком агресії проти СРСР генерал-лейтенант К. фон Тіппельскірх очолював 30-ту піхотну дивізію, брав участь у бойових діях на кордоні, в Литві, захоплював Каунас, бої за Даугавпілс, Стару Руссу, на річці Ловать.
У вересні 1941 року дивізія фон Тіппельскірха вела бої на озері Ільмень, поступово просуваючись на схід, вийшла до Дем'янська, де перейшла до оборони.
23 листопада 1941 року генерал-лейтенант К. фон Тіппельскірх був нагороджений Лицарським хрестом Залізного хреста.
У січні-лютому 1942 року внаслідок успішного зимового контрнаступу радянські війська Північно-Західного фронту оточили і завдали серйозних втрат німецькому угрупованню в районі Дем'янська. 25 лютого, наступаючи в умовах лісисто-болотистої місцевості при глибокому сніжному покрові війська Червоної армії завершили оточення в районі західніше Дем'янська 6 дивізій 16-ї польової армії (12-та, 32-га та 123-тя піхотні дивізії 10-го армійського корпусу, й 30-та, 290-та піхотні, а також моторизована дивізія СС «Тотенкопф» II-го армійського корпусу. Загалом в оточенні опинилося близько 95 тис. чоловіків противника.
Протягом лютого-травня радянські війська неодноразово спробували ліквідувати «Дем'янський котел», проте німецькі формування, що виявились в оточенні вперто утримували оборону та зривали усі спроби противника ліквідувати оточених. Незважаючи на наявність достатніх сил і засобів, усі спроби наступу Північно-Західного фронту закінчилися безрезультатно. Німецьке командування, розгадав замисел операції, перекинуло в район рамушевского коридору значні підкріплення з інших ділянок Дем'янського виступу, залишивши всередині його всього близько п'яти дивізій, привернуло частину з'єднань 18-ї армії і посилило оборону коридору. 5 травня військам вермахту вдалося деблокувати своє угруповання, яке протягом декількох місяців продовжувала утримувати свої позиції.
На початку червня 1942 року після успішного проведення оборони Дем'янського котла генерал фон Тіппельскірх передав командування 30-ю дивізією генерал-лейтенанту Т.-Е. фон Віккеде і відбув у розпорядження вищого командування сухопутних військ.
27 серпня 1942 року Курту фон Тіппельскірху присвоєне військове звання генерал від інфантерії з одночасним призначенням його на посаду головного радника при командуванні 8-ї італійської армії, що вела в той час активні бойові дії на Дону. З грудня 1942 року він став фактично командувачем армії замість дивізійного генерала Італо Гарібольді. Після розгрому італійських військ у наслідок стратегічного наступу Червоної армії під Сталінградом, вони відступили до України, де після перегрупування повернулись до Італії.
З 18 лютого 1943 року К. фон Тіппельскірх очолив XII-й армійський корпус 4-ї армії генерал-полковника Г. Гейнріці, що тримала оборону у центрі німецько-радянського фронту.
4 червня 1944 року він змінив на посаді командувача 4-ї армії генерал-полковника Г. Гейнріці, а за три тижні розпочався наймасштабніший наступ військ Червоної армії в Білорусі. К.фон Тіппельскірх керував своїми військами, які були практично знищені під ударами радянських військ під Оршею, Могильовим та остаточно під Мінськом.
18 липня 1944 року генерал від інфантерії Курт фон Тіппельскірх постраждав у наслідок авіаційної аварії та був госпіталізований на тривалий термін. Тільки наприкінці жовтня 1944 року він повернувся до строю й 31 жовтня тимчасово очолив 1-шу польову армію, що билась проти союзників у Лотарингії.
12 грудня 1944 року К.фон Тіппельскірх був призначений командувачем 14-ї армії, яка разом із 10-ю армією та армійською групою «Лігурія» тримала оборону на півночі Італії, змінивши на посаді генерала танкових військ Т. Герра.
27 квітня 1945 року за декілька днів до безумовної капітуляції нацистської Німеччини, генерала фон Тіппельскірху призначили командувати 21-ю армією, що билась північніше Берліна, в Мекленбурзі та Бранденбурзі.
2 травня 1945 року генерал від інфантерії К. фон Тіппельскірх капітулював на чолі своєї армії британським військам на півночі Німеччини, в районі Шверін-Любек-Вісмар.
З 2 травня 1945 до 1947 року перебував у таборі військовополонених на Британських островах. Потім звільнений та повернувся на батьківщину.
У післявоєнний час присвятив себе роботі над військовими мемуарами та історичними дослідженнями Другої світової війни. Автор «Історія Другої світової війни» та «Підсумки Другої світової війни» (у співавторстві з іншими).

## Сім'я
16 березня 1920 року одружився з Еллі Геленою Анною Маргаритою Юлією Галленкамп, сестрою майбутнього генерала артилерії Курта Галленкампа. В 1921 році в пари народилась дочка Інгеборг Елізабет Гелена.
Існує помилкове твердження, майор Генштабу Адольф Гілмар фон Тіппельскірх є сином Курта фон Тіппельскірха. Насправді він був сином оберста Генштабу Еглоффа Мартіна фон Тіппельскірха.

## Нагороди
- Залізний хрест
  - 2-го класу (18 листопада 1914)
  - 1-го класу (20 грудня 1919)
- Нагрудний знак «За поранення» в чорному
- Орден Святого Йоанна (Бранденбург), почесний лицар
- Почесний хрест ветерана війни з мечами
- Медаль «За вислугу років у Вермахті» 4-го, 3-го, 2-го і 1-го класу (25 років)
- Медаль «У пам'ять 13 березня 1938 року»
- Медаль «У пам'ять 1 жовтня 1938» із застібкою «Празький град» (20 вересня 1939)
- Медаль «У пам'ять 22 березня 1939 року»
- Застібка до Залізного хреста
  - 2-го класу (30 вересня 1939)
  - 1-го класу (31 березня 1940)
- Лицарський хрест Залізного хреста з дубовим листям
  - лицарський хрест (23 листопада 1941)
  - дубове листя (№ 539; 30 липня 1944)
- Медаль «За зимову кампанію на Сході 1941/42» (26 серпня 1942)
- Дем'янський щит
- Відзначений у Вермахтберіхт (3 квітня 1944)

## Твори
- Типпельскирх Курт, фон. История Второй мировой войны = Tippelskirch K., Geschichte des Zweiten Weltkrieges. — СПб : Полигон; М.:АСТ, 1998. — 796 с. — (Военно-историческая библиотека) — ISBN 5-89173-022-7. (рос.)
- Группа авторов. Оперативные решения командования в критические моменты на основных сухопутных театрах Второй мировой войны // Итоги Второй мировой войны. Выводы побеждённых = Bilanz des Zweiten Weltkrieges. Erkentnise und Verpflichtungen fur die Zukunft.. — СПб : Полигон; М.:АСТ, 1999. — 640 с. — (Военно-историческая библиотека) — ISBN 5-89173-021-9. (рос.)